# مادام بوواری (فیلم ۱۹۹۱)
مادام بوواری (انگلیسی: Madame Bovary) فیلمی به کارگردانی کلود شابرول است که در سال ۱۹۹۱ منتشر شد. از بازیگران آن می‌توان به ایزابل هوپر، دومینیک زاردی و فرانسوا پریه اشاره کرد.